# كأس الكونكاكاف الذهبية للسيدات 2006
كأس الكونكاكاف الذهبية للسيدات 2006 (بالإنجليزية: 2006 CONCACAF Women's Gold Cup)‏ هو الموسم 7 من  كأس الكونكاكاف الذهبية للسيدات ‏. أشرف على تنظيمه كونكاكاف، وكان عدد الأندية المشاركة فيه  34، وفاز فيه منتخب الولايات المتحدة لكرة القدم للسيدات.